# Échecs à l'Universiade d'été de 2013
Les épreuves d'échecs de l'Universiade d'été de 2013 se déroulent à Kazan en Russie, du 9 au 15 juillet.

## Faits marquants
Le titre individuel masculin revient au Philippin Wesley So, qui bat en finale l'Arménien Zaven Andriasian. Chez les femmes, la Chinoise Zhao Xue remporte l'or, devant ses compatriotes Ju Wenjun et Tan Zhongyi. Par équipes, la Chine s'impose devant la Russie et la Pologne.

## Podiums
| Épreuve             | Or                               | Argent                                                        | Bronze                                               |
| ------------------- | -------------------------------- | ------------------------------------------------------------- | ---------------------------------------------------- |
| Individuel - Hommes | Wesley So                        | Zaven Andriasian                                              | Li Chao                                              |
| Individuel - Femmes | Zhao Xue                         | Ju Wenjun                                                     | Tan Zhongyi                                          |
| Par équipes - Mixte | Chine Ju Wenjun Li Chao Zhao Xue | Russie Anastassia Bodnarouk Maksim Matlakov Anastassia Savina | Pologne Klaudia Kulon Wojciech Moranda Jacek Tomczak |

## Tableau des médailles
| Rang  | Nation      | Or | Argent | Bronze | Total |
| ----- | ----------- | -- | ------ | ------ | ----- |
| 1     | Chine       | 2  | 1      | 2      | 5     |
| 2     | Philippines | 1  | 0      | 0      | 1     |
| =3    | Arménie     | 0  | 1      | 0      | 1     |
| =3    | Russie      | 0  | 1      | 0      | 1     |
| 5     | Pologne     | 0  | 0      | 1      | 1     |
| Total | Total       | 3  | 3      | 3      | 9     |

## Source
- (en) Cet article est partiellement ou en totalité issu de l’article de Wikipédia en anglais intitulé « Chess at the 2013 Summer Universiade » (voir la liste des auteurs).